# ウカシュ・ブジウェク
ウカシュ・ブジウェク（Łukasz Budziłek 、1991年3月19日 - ）は、ポーランド・ベウハトゥフ出身のプロサッカー選手。エクストラクラサ・モトル・ルブリン所属。ポジションは、ゴールキーパー。